# Ministère fédéral de l'Environnement (Allemagne)
Pour les articles homonymes, voir BMU et Ministère fédéral de l'Environnement.

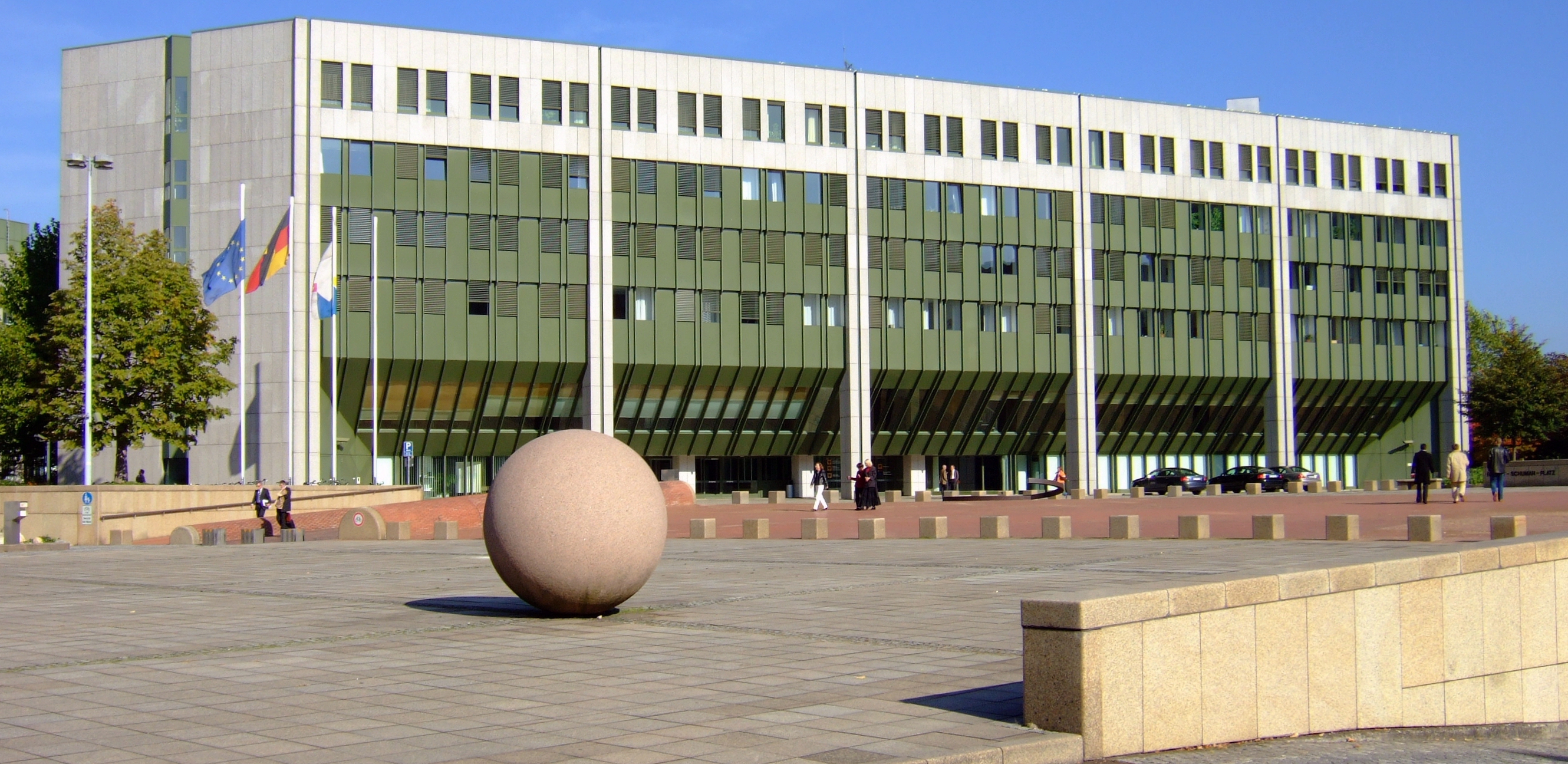
Siège principal du ministère à Bonn.

Le ministère fédéral de l'Environnement, du Climat, de la Protection de la nature et de la Sécurité nucléaire (en allemand : Bundesministerium für Umwelt, Klimaschutz, Naturschutz und nukleare Sicherheit) est une autorité fédérale suprême de la République fédérale d'Allemagne. 
Son siège principal ou son premier bureau se trouve dans la ville fédérale de Bonn, son deuxième bureau à Berlin.
Le ministre fédéral compétent est Carsten Schneider du SPD dans le cabinet Merz depuis le 6 mai 2025.

## Mission
Le ministère fédéral de l'Environnement est responsable de la politique environnementale et des questions relatives à la protection de l'environnement et de la nature. Le ministère est dirigé par le ministre fédéral de l'Environnement, de la Protection de la nature et de la Sécurité nucléaire, qui a actuellement un secrétaire d'État fonctionnaire sous ses ordres. Les deux secrétaires d'État parlementaires nommés par le ministre n'ont aucun droit de regard sur l'administration.

## Organisation
Le ministère est organisé en six sections ;
- section Z : Département central, administration, budget, recherche, numérisation
- section P : Planification, stratégie, presse et communication
- section G : Affaires fondamentales et transversales de la politique environnementale, durabilité, questions de politique sociale, coordinateur ministériel pour le développement durable.
- section IK : Affaires internationales, Europe, protection du climat
- section WR : Gestion de l'eau, protection des ressources
- section N : Protection de la nature et utilisation durable de la nature
- section IG : Protection contre les immissions, sécurité des installations, transports, sécurité des produits chimiques, environnement et santé
- section S : Sécurité nucléaire, radioprotection

Le budget fédéral attribue au ministère 844 millions d’euros pour 2007.
Le ministère emploie environ 830 personnes. Il dispose également d’une quarantaine de stagiaires, dont la plupart sont à Bonn.
Le BMUV peut s'appuyer sur les expertises et les avis de différents comités d'experts, notamment le Conseil d'experts pour l'environnement (SRU), le Conseil scientifique du gouvernement fédéral sur les changements environnementaux mondiaux (WBGU), la Commission de sécurité des réacteurs (RSK), la Commission de radioprotection (SSK), la Commission de gestion des déchets (ESK), la Commission pour la sécurité des installations (KAS) et le Comité d'experts en environnement (UGA).

## Histoire
Le ministère est fondé le 6 juin 1986, cinq semaines environ après la catastrophe de Tchernobyl, qui a poussé le gouvernement allemand à confier la gestion des réacteurs nucléaires et les dossiers de politique environnementale à un nouveau département ministériel. La sécurité nucléaire était auparavant répartie entre les ministères fédéraux de l’Intérieur, de l’Agriculture et de la Santé.
En 1990, après la réunification, le ministère de la Protection de l'environnement de la RDA y est dissout.
Le ministère est dirigé pendant ses douze premières années par un chrétien-démocrate. Le premier ministre, Walter Wallmann, quitte le cabinet moins d’un an après pour devenir ministre-président de Hesse. Klaus Töpfer, aujourd’hui directeur exécutif de lu programme des Nations unies pour l’environnement (UNEP), fait évoluer en profondeur la législation en matière d’environnement. Angela Merkel, future chancelière, est moins chanceuse et doit renoncer à plusieurs projets en raison de l’opposition d’autres ministres qui voient la défense de l’environnement comme un danger pour le développement économique en difficulté.
Le vert Jürgen Trittin reçoit le portefeuille dans les deux cabinets de la coalition rouge-verte. Il réoriente certains domaines de la politique environnementale, concernant par exemple la sortie du nucléaire civil, le stockage définitif des déchets radioactifs, ou la taxe écologique.
Après la nomination du chancelier fédéral Olaf Scholz le 8 décembre 2021, celui-ci a ordonné le même jour par décret organisationnel que le ministère fédéral de l'environnement, de la protection de la nature et de la sécurité nucléaire prenne le nom de ministère fédéral de l'environnement, de la protection de la nature, de la sécurité nucléaire et de la protection des consommateurs. Depuis le 8 décembre 2021, Steffi Lemke (Alliance 90/Les Verts) est ministre fédérale de l'Environnement, de la Protection de la nature, de la Sécurité nucléaire et de la Protection des consommateurs. Le ministère fédéral s'est vu confier par le décret d'organisation : du domaine d'activité du ministère fédéral de l'Économie et de la Protection du climat, toutes les compétences restantes en matière d'énergie nucléaire et de recherche sur la sécurité nucléaire et la gestion des déchets, sans la compétence en matière de financement du démantèlement et de la gestion des déchets ; du domaine d'activité du ministère fédéral de la Justice, les compétences en matière de protection des consommateurs, de politique des consommateurs, notamment dans le contexte de la numérisation, ainsi que d'application des droits des consommateurs ; en particulier aussi les compétences pour la protection des consommateurs dans les domaines des services financiers, de l'énergie, de la durabilité ainsi que dans le domaine social et de la santé, sans le contrôle juridique dans ces domaines et, du domaine d'activité du ministère fédéral de l'Alimentation et de l'Agriculture, les compétences pour la loi sur l'information des consommateurs, pour la sécurité générale des produits et pour la sécurité spécifique des produits, sans les compétences pour les produits du tabac, les produits apparentés ainsi que les autres produits de culture.

## Liste des ministres chargés de la santé depuis 1986
| Nom | Nom               | Dates du mandat | Dates du mandat | Parti  | Cabinet(s)     |
| --- | ----------------- | --------------- | --------------- | ------ | -------------- |
| | Walter Wallmann   | 06/06/1986      | 22/04/1987      | CDU    | Kohl III       |
| | Klaus Töpfer      | 07/05/1987      | 17/11/1994      | CDU    | Kohl III et IV |
| | Angela Merkel     | 17/11/1994      | 27/10/1998      | CDU    | Kohl V         |
| | Jürgen Trittin    | 27/10/1998      | 18/10/2005      | Grünen | Schröder I, II |
| | Sigmar Gabriel    | 22/11/2005      | 27/10/2009      | SPD    | Merkel I       |
| | Norbert Röttgen   | 28/10/2009      | 22/05/2012      | CDU    | Merkel II      |
| | Peter Altmaier    | 22/05/2012      | 17/12/2013      | CDU    | Merkel II      |
| | Barbara Hendricks | 17/12/2013      | 14/03/2018      | SPD    | Merkel III     |
| | Svenja Schulze    | 14/03/2018      | 08/12/2021      | SPD    | Merkel IV      |
| | Steffi Lemke      | 08/12/2021      | 06/05/2025      | Grünen | Scholz         |
| | Carsten Schneider | 06/05/2025      | En fonction     | SPD    | Merz           |
| Titre du portefeuille : - Depuis 2025 : Environnement, Climat, Protection de la Nature et Sécurité nucléaire |                   |                 |                 |        |                |